# Comité Olímpico Nacional Yibutiano
El Comité Olímpico Nacional Yibutiano es el Comité Nacional Olímpico de Yibuti, fundado en 1983 y reconocido por el COI desde 1984.